# Bank of America Fifth Avenue Plaza
Bank of America Fifth Avenue Plaza je mrakodrap v Seattlu. Má 42 podlaží a výšku 165,5 metrů, je tak 9. nejvyšší mrakodrap ve městě. Výstavba probíhala v letech 1979–1981 a za designem budovy stojí firma 3D/International.